# Свято-Воскресенский собор (Брест)
Свято-Воскресе́нский собо́р — православный храм в Бресте, построенный в 1995 году в честь Победы в Великой Отечественной войне. Является крупнейшим храмом города и одним из крупнейших в стране. Одновременно в соборе может находиться до 5 тысяч прихожан. Одним из руководителей и идейным вдохновителем был протоиерей Евгений (Парфенюк), ветеран ВОВ.
Собор был освящён Патриархом Московским и всея Руси Алексием II, после чего в нём стали проводиться регулярные богослужения. В 2001 году в соборе был установлен 400-килограммовый колокол.

## История
Строителем и первым настоятелем Воскресенского собора стал митрофорный протоиерей Евгений Парфенюк (1921—2008). В 1992 году, будучи благочинным церквей Брестского района и настоятелем Симеоновского кафедрального собора, отец Евгений начинает строительство Воскресенского собора. На тот момент отцу Евгению было уже 70 лет.
Нижний храм Воскресенского собора посвящен Казанской иконе Божией Матери, верхний храм — Воскресению Христову.
26 июля 1992 года совершилось торжественное освящение основания Воскресенского храма.
В 1995 году во время своего второго апостольского путешествия в Белую Русь, в строящийся собор прибыл Святейший Патриарх Алексий в сопровождении главы государства. Предстоятель Церкви совершил молитву в Казанском храме, благословил строительство и пожертвовал на Казанский престол дорогое чеканное облачение. А также выразил намерение быть на освящении собора, когда его сооружение будет завершено.
24 июня 2001 года Святейший Патриарх завершил чин освящения верхнего Воскресенского храма и совершил здесь Божественную литургию. После богослужения Патриарх Алексий II подарил собору Евхаристические сосуды, а отец Евгений получил из рук Предстоятеля Церкви орден преподобного Сергия Радонежского.
10 марта 2008 года, в первый день Великого поста в возрасте 86 лет умер отец Евгений Парфенюк.
4 июня 2008 года настоятелем Воскресенского собора назначен митрофорный протоиерей Владимир Корнелюк, при котором продолжено обустройство и благоукрашение храма. За время настоятельства отца Владимира храм преобразился и внешне и внутренне: выполнен полный ремонт, в верхней Воскресенской церкви устроено отопление; начата роспись внутри храма, собор засиял золотом подсвечников и аналоев.
В 2012 году начата реализация проекта «Храм моей души» — совместной акции Воскресенского собора и администрации Московского района. В рамках проекта запланирована полная реконструкция куполов храма — изготовление золотых луковиц из нитрида титана и центральной части куполов из нержавеющей стали с золотой окантовкой, а также обновление колокольни. Настоятель собора — протоиерей Владимир Корнелюк является благочинным церквей Брестского районного округа.

## Архитектура
Высота собора до основания креста — 41 метр, высота колокольни — 47,5 метров.
Общая площадь верхнего Воскресенского храма — свыше 700 квадратных метров, нижнего Казанского — 550 квадратных метров.
Верхний Воскресенский храм свободно вмещает под свои своды более двух тысяч молящихся, Казанский — до полутора тысяч человек.

## Святыни и иконы

### В верхнем храме
Частицы мощей великомученика Пантелеимона Целителя и праведного Иоанна Кормянского.
Особо чтимые иконы:
Икона Воскресения Христова, подаренная президентом РБ А. Г. Лукашенко (находится на центральном аналое);
Икона Божией Матери, именуемая «Леснянская»;
Образ преподобного Серафима Саровского;
Тихвинская икона Пресвятой Богородицы;
Боголюбская икона Пресвятой Богородицы (находится у Плащаницы Господней, перед ней возжжена неугасимая лампада с Благодатным огнем от Гроба Господня)
и другие

### В нижнем храме
Казанская икона Божией Матери (находится на центральном аналое);
Икона Нерукотворного образа Спасителя;
Образ Божией Матери «От бед страждущих»;
Икона праведных Захарии и Елисаветы, родителей Иоанна Предтечи
и другие